# الدن هنسون
الدن هنسون (انگلیسی: Elden Henson؛ زادهٔ ۳۰ اوت ۱۹۷۷) هنرپیشه اهل ایالات متحده آمریکا است.

## گزیده فیلمشناسی
از فیلم‌ها یا برنامه‌های تلویزیونی که وی در آن نقش داشته‌است می‌توان به آثار زیر اشاره کرد.
- آرواره‌ها: انتقام (۱۹۸۷)
- اردک‌های قدرتمند (۱۹۹۲)
- دی۲: اردک‌های قدرتمند (۱۹۹۴)
- فوکس‌فایر (فیلم ۱۹۹۶) (۱۹۹۶)
- دی۳: اردک‌های قدرتمند (۱۹۹۶)
- توانا (۱۹۹۸)
- او همه چیز تمام است (۱۹۹۹)
- دست‌های بیکار (۱۹۹۹)
- دورافتاده (۲۰۰۰)
- دیوانه (فیلم ۲۰۰۱)
- نبرد شیکر هایتس (۲۰۰۳)
- زیر آفتاب توسکانی (فیلم) (۲۰۰۳)
- اثر پروانه‌ای (فیلم) (۲۰۰۴)
- دژا وو (فیلم) (۲۰۰۶)
- ظهور (۲۰۰۷)
- ال دورادو (فیلم ۲۰۰۸) (۲۰۰۸)
- جابز (فیلم) (۲۰۱۳)
- عطش مبارزه: زاغ مقلد - بخش ۱ (۲۰۱۴)
- عطش مبارزه: زاغ مقلد - بخش ۲ (۲۰۱۵)
- بخش فوریت‌های پزشکی (مجموعه تلویزیونی) (۲۰۰۷)
- درمانگاه خصوصی (۲۰۰۷)
- غیب‌گو (مجموعه تلویزیونی) (۲۰۰۹)
- آناتومی گری (مجموعه تلویزیونی) (۲۰۰۹)
- دردویل (مجموعه تلویزیونی) (۲۰۱۵ تاکنون) در نقش فاگی نلسون
- مدافعان (مینی‌سریال) (۲۰۱۷)